# 德斯佩爾岩
德斯佩爾岩（英語：Despair Rocks），是南極洲的岩石，位於南奧克尼群島的科羅內申島西北端，處於梅爾索姆岩以南4公里，以美國的捕海豹者發現和命名，現時由南極條約體系管理。